# Kanton Jarny
Jarny is een kanton van het Franse departement Meurthe-et-Moselle. Het kanton maakt deel uit van het arrondissement Briey.

## Geschiedenis
Het kanton is op 22 maart 2015 samengesteld uit de 9 gemeenten van het opgeheven kanton Homécourt, 9 gemeenten van het opgeheven kanton Chambley-Bussières, alleen de gemeenten Onville, Villecey-sur-Mad en Waville werden toegevoegd aan het kanton Pont-à-Mousson, en 16 gemeenten van het opgeheven kanton Conflans-en-Jarnisy. Van dit laatste kanton werden de gemeenten Abbéville-lès-Conflans, Affléville, Béchamps, Fléville-Lixières, Gondrecourt-Aix, Mouaville, Norroy-le-Sec, Ozerailles en Thumeréville werden onderdeel van het nieuwe kanton Pays de Briey.

## Samenstelling
Het kanton omvat de volgende gemeenten:
- Allamont
- Auboué
- Batilly
- Boncourt
- Brainville
- Bruville
- Chambley-Bussières
- Conflans-en-Jarnisy
- Dampvitoux
- Doncourt-lès-Conflans
- Friauville
- Giraumont
- Hagéville
- Hannonville-Suzémont
- Hatrize
- Homécourt
- Jarny
- Jeandelize
- Jouaville
- Labry
- Mars-la-Tour
- Moineville
- Moutiers
- Olley
- Puxe
- Puxieux
- Saint-Ail
- Saint-Julien-lès-Gorze
- Saint-Marcel
- Sponville
- Tronville
- Valleroy
- Ville-sur-Yron
- Xonville